# کرالژویکا
کرالژویکا (انگلیسی: Kraljevica) شرکت کشتی‌سازی کروات است، که در سال ۱۷۲۹ تأسیس شد.